# Jean Sablayrolles
Jean Sablayrolles est un magistrat français (né le 10 novembre 1923 à Carmaux et mort le 9 août 2019 à Albi) qui a siégé à la Cour de cassation après avoir été juge d'instruction dans un grand nombre d'affaires sensibles et emblématiques des années 1960 puis des années 1970.

## Biographie
Fils de mineur de fond, Jean Sablayrolles est né dans le bassin minier de Carmaux en 1923 et a étudié au lycée Sainte-Marie d'Albi, puis à la faculté de droit de Toulouse. Par la suite, il est étudiant à l'École nationale de la magistrature, basée à Bordeaux. Pendant la Seconde Guerre mondiale, il est mobilisé de 1944 à 1945. 
Il commence sa carrière de juge d'instruction à Albi puis à Bourgoin, avant d'être affecté à Grenoble et Aubusson, puis à Marseille en 1956 où il gère nombre de dossiers relatifs au grand banditisme. Pendant la Guerre d'Algérie, il est remobilisé en 1961 comme commandant puis devient juge militaire au Fort de l'Est à Paris, où a été installe le Bureau interarmées de codification des matériels (BICM), après la ratification par la France en 1956 des accords de standardisation OTAN. Dans les années 1960 et la période difficile qui suit la Guerre d'Algérie, Jean Sablayrolles hérite des affaires « terroristes » concernant l'Organisation armée secrète (OAS) et le FLN.  En 1962, un tribunal militaire tient ses audiences au Fort de l'Est. L'un des conjurés de l'OAS, Jean-Marie Bastien-Thiry, y est jugé et condamné à mort. Près d'une centaine d'officiers y sont détenus.
Lors de son affectation à Paris, il continue ensuite à suivre les affaires de grand banditisme, type d'instruction dont il était chargé à Marseille, puis est chargé de dossiers sensibles et emblématiques sur le plan politique et social, voire diplomatique, comme l'affaire Mehdi Ben Barka de 1965. Ce dossier va inspirer L'Affaire Ben Barka, un téléfilm de Jean-Pierre Sinapi, montrant comment, en octobre 1965, fut décidée et exécutée l'élimination de Ben Barka par Mohamed Oufkir au moment où l'opposant marocain d'Hassan II devait prendre la tête de la Tricontinentale.
Il a également instruit, après d'autres juges, l'Affaire de l'observatoire, où est impliqué François Mitterrand, leader de l'opposition dans les années 1960, sur un faux attentat dans la nuit du 15 au 16 octobre 1959 à Paris, avenue de l'Observatoire, près du jardin du même nom, qui a déclenché une controverse politique et judiciaire. Dans cette affaire, le juge André Braunschweig avait inculpé le 8 décembre 1959 Robert Pesquet et deux comparses (le tireur, Abel Dahuron, et André Pequignot, qui a fourni la mitraillette) pour détention d'armes, ainsi que François Mitterrand (après la levée de son immunité parlementaire le 25 novembre 1959, car il est sénateur) pour « outrage à magistrat », pour avoir caché à la justice ses rencontres avec Robert Pesquet, et à la suite de la nouvelle version qu'il donne au juge d’instruction André Braunschweig : Pesquet, devant participer directement à l'attentat, lui aurait suggéré un attentat manqué.
Un peu plus tard, c'est l'Affaire des étudiants de Mai 1968, dans laquelle il ouvre une information judiciaire pour « menaces verbales de mort sous condition et coups et blessures volontaires » contre Daniel Cohn-Bendit, à la suite de violences dont est soupçonné le leader étudiant, mis en garde et vue et perquisitionné . Cette information débouche sur l'expulsion de Daniel Cohn-Bendit du territoire.
Dans les années 1970, il est premier juge au tribunal de grande instance de Paris, mais amené à enquêter au delà de sa juridiction. En 1972 et 1973, il sera le second juge d'instruction dans l'Affaire de Bruay-en-Artois, concernant le meurtre d'une adolescente, Brigitte Dewèvre. Le 20 juillet 1972, la Cour de cassation dessaisit le tribunal de Béthune, juridiction où officiait le juge Henri Pascal, et confie le dossier à Jean Sablayrolles. Il reprend l'instruction depuis le début. L'une des deux inculpés, Monique Mayeur, est libérée le 31 juillet. Il s'oppose à une demande de reconstitution et aux tentatives de rapatrier l'affaire dans le Pas-de-Calais. Il soupçonne un mineur d'être l'auteur du crime, mais celui-ci sera relaxé.
Trente-cinq ans plus tard, L’Affaire de Bruay-en-Artois, téléfilm de Charlotte Brandström reprendra la thèse, très critiquée et peu étayée, de la culpabilité du notaire Pierre Leroy en privilégiant l'affrontement personnel entre le juge et le notaire sur la base de rumeurs véhiculées par la presse maoïste de l'époque, à savoir que Pierre Leroy aurait bénéficié de protections locales voire gouvernementales, que le juge Sablayrolles aurait été choisi pour sa docilité à l'égard de sa hiérarchie, et que L’État aurait cherché à étouffer le scandale supposé afin de couper court à l'agitation sociale.
Puis c'est l'affaire de l'incendie du Collège Édouard-Pailleron, dans le 19ème arrondissement de Paris. Ses constructions métalliques s'embrasent le 6 février 1973, faisant 20 morts, dont 16 enfants. Le samedi qui suit, des bulldozers commencent à dégager les gravats. Les habitants du quartier forment une chaîne humaine pour s'y opposer, afin que les preuves ne disparaissent pas. Des parents de victimes contactent, par l'intermédiaire de leur avocat et il fait arrêter la destruction. 
Les responsables politiques insistent sur la responsabilité des jeunes élèves pyromanes. Un ex-ministre de l'Éducation nationale et de l'Intérieur des années 1960, Christian Fouchet, estime même que cet incendie est causé par l'affaiblissement moral dû à Mai 68. Les deux pyromanes sont écroués à Fresnes, inculpés, pour l'un, « [d']incendie volontaire », l'autre de complicité. Le verdict sera rendu le 10 novembre 1977 : ils sont condamnés à quatre et cinq ans de prison avec sursis ; leurs parents sont reconnus civilement responsables et doivent s'acquitter d'indemnités aux familles. Mais la presse établit un lien entre la nature de la construction et l'ampleur du drame, en rappelant que d'autres bâtiments du même genre ont brûlé, à Saint-Germain-sur-Morin, à Canteleu et à Sarcelles.  Des experts sont désignés par Jean Sablayrolles et leur rapport déposé le 10 août 1974, ce qui débouche en octobre 1974 sur six inculpations.
La presse continue à enquêter et en Angleterre, le Sunday Times révèle que des sinistres comparables ont eu lieu outre-Manche, où la société qui a bâti le CES Pailleron est une filiale de l'entreprise anglaise Brockhouse. En 1985, le Conseil d'État jugera que le collège n'était pas conforme aux normes de sécurité en vigueur et que sa sécurité a été insuffisamment contrôlée.

## Promotions
Après avoir été magistrat à la Cour d'appel de Paris, il devient l'un des présidents de chambre puis est nommé conseiller à la Cour de cassation.

## Distinctions
Jean Sablayrolles a été fait chevalier de la Légion d'honneur et officier de l'Ordre national du Mérite. Il a fait partie de la première promotion créée par le général de Gaulle.

## Famille
En 1946, Jean Sablayrolles a épousé Jeannette Trouillet, originaire comme lui de Labastide-Gabausse.